# Onuphis fukianensis
Onuphis fukianensis är en ringmaskart som beskrevs av Uschakov och Wu 1962. Onuphis fukianensis ingår i släktet Onuphis och familjen Onuphidae. Inga underarter finns listade i Catalogue of Life.